# Forstläufer

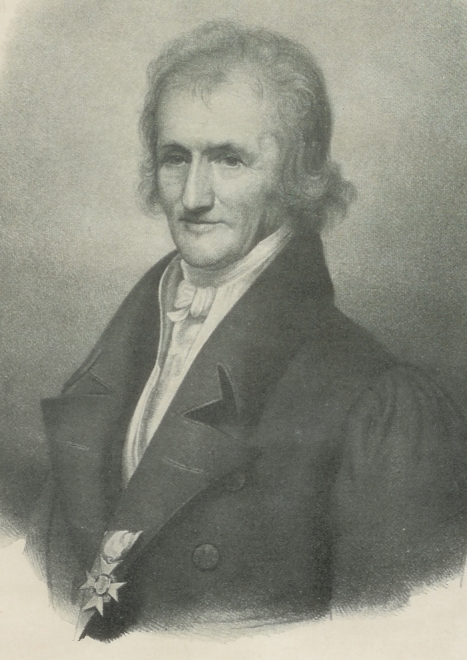
Heinrich Cotta 1833, lithographische Wiedergabe einer Bleistiftzeichnung von Carl Christian Vogel von Vogelstein

Ein Forstläufer bzw. Heideläufer war die Standesbezeichnung für einen Forstbediensteten, dem die Beobachtung weitläufiger Forstgebiete oblag. Er war für dessen Sicherheit verantwortlich und hatte nach Möglichkeit auch Jagdfrevel oder Wilderei bzw. Holzdiebstahl zu verhindern. Die Läufer unterstanden dem Waldbereiter bzw. Heidereiter, der gewissermaßen der Forstverwalter und beritten war. Als Unterbeamte/Unterförster hatten sie ihre Beobachtung zu Fuß zu tätigen, also zu laufen. Im Falle von Johann Heinrich Cotta war die Bestallung zum Forstläufer die erste Stufe auf dem Weg zum Forstwissenschaftler. Er selbst kann als Begründer dieses Wissenschaftszweiges gelten.